# Iwan Dmitrijewitsch Lomajew
Iwan Dmitrijewitsch Lomajew (russisch Иван Дмитриевич Ломаев; * 21. Januar 1999 in Gurjewsk) ist ein russischer Fußballtorwart.

## Karriere

### Verein
Lomajew begann seine Karriere bei Tschertanowo Moskau. Zur Saison 2015/16 rückte er in den Kader der ersten Mannschaft des Drittligisten. Im Mai 2016 spielte er dann erstmals in der Perwenstwo PFL. In der Saison 2016/17 wurde der damals 17-Jährige Stammspieler und kam zu 16 Drittligaeinsätzen. In der Saison 2017/18 absolvierte er 20 Partien und stieg mit den Moskauern zu Saisonende in die Perwenstwo FNL auf. Im Juli 2018 gab er dann sein Zweitligadebüt. In seiner ersten Saison in der FNL kam er zu 28 Einsätzen. In die Saison 2019/20 nur als zweiter Tormann hinter Neuzugang Ilja Abajew. Bis zum COVID-bedingten Saisonabbruch kam er achtmal zum Einsatz.
Zur Saison 2020/21 wechselte Lomajew innerhalb der Liga zu Krylja Sowetow Samara. Für Samara kam er zu 16 Zweitligaeinsätzen, zu Saisonende stieg er mit dem Team in die Premjer-Liga auf. Im Juli 2021 debütierte er gegen Achmat Grosny in der Premjer-Liga. In der Saison 2021/22 absolvierte der Tormann 28 Partien in der höchsten russischen Spielklasse.

### Nationalmannschaft
Lomajew kam zwischen 2016 und 2019 zu 16 Einsätzen für russische Jugendnationalteams. Mit der U-21-Auswahl nahm er 2021 an der EM teil. Beim Turnier kam er aber nicht zum Einsatz, Russland schied in der Vorrunde aus.